# حادث قافلة الواحات 2015
كانت حادثة قافلة الواحات لعام 2015 حادثة وقعت في 13 سبتمبر 2015 حيث قتلت قوات الأمن المصرية ثمانية سياح مكسيكيين وأربعة مرشدين مصريين في الصحراء الغربية بعد أن زُعم أنهم كانوا إرهابيين.

## الحادث
وقع الحادث عندما تم رصد المجموعة بالقرب من واحة في الصحراء الغربية، عندما أطلقت الشرطة والجيش النار عليهم. ووقعت عشر إصابات إضافة إلى الإثني عشر قتيلا بعد أن ارتبكت الجماعة في أنها جزء من نشاط إرهابي في المنطقة. وقع الحادث في نفس اليوم الذي صرحت فيه الدولة الإسلامية في العراق والشام بأنهم نشطون الآن في المنطقة، التي أصبحت خارجة عن القانون بعد الانقلابات الحكومية المتعددة في المنطقة.